# Sidkeong Tulku Namgyal
Sidkeong Tulku Namgyal (Gangtok, 1879 – Gangtok, 5 dicembre 1914) fu chogyal del Regno del Sikkim dal febbraio al dicembre 1914.

## Biografia
Figlio primogenito ed erede di Thutob Namgyal, chogyal del Sikkam, venne educato alla St. Paul's School, Darjeeling e successivamente al Pembroke College di Oxford. Grazie ai suoi studi egli divenne un grande poliglotta: parlava perfettamente cinese, inglese, hindi, lepcha, nepali e tibetano.
Arruolatosi nell'esercito coloniale inglese, prestò servizio nella campagna tibetana del 1905 e successivamente divenne Luogotenente del reparto di volontari del Northern Bengal Mounted Rifles, nel 1913.
In una lettera a Alexandra David-Néel, Sidkéong l'informa che nel mese di marzo 1913 è stato iniziato nella Massoneria a Calcutta.
A seguito della morte del padre, egli gli succedette come chogyal il 10 febbraio 1914 ma poco dopo venne colpito da un attacco di ittero che lo lasciò debilitato per diversi mesi sino a quando, a causa di un attacco cardiaco, morì il 5 dicembre 1914 alla sola età di 35 anni. Non essendosi sposato e non avendo avuto figli, venne succeduto dal fratellastro Tashi Namgyal.